# 1905 v loďstvech
Tento článek obsahuje významné události v oblasti loďstev v roce 1905.

## Události
27.–28. května – V bitvě u Cušimy bylo ruské loďstvo na hlavu poraženo japonským admirálem Heihačiró Tógem.

## Lodě vstoupivší do služby
- Živoj – torpédoborec třídy Bojkij

- únor –  HMS King Edward VII – bitevní loď třídy King Edward VII

- 15. února –  USS Galveston (CL-19) – chráněný křižník třídy Denver

- březen –  HMS Commonwealth – bitevní loď třídy King Edward VII

- červenec –  Léon Gambetta – pancéřový křižník třídy Léon Gambetta

- červenec –  HMS Dominion, HMS Hindustan a HMS New Zealand – bitevní loď třídy King Edward VII

- 12. července –  SMS Preußen – predreadnought třídy Braunschweig

- 30. července –  SMS Sankt Georg – pancéřový křižník (samostatná jednotka)

- 28. srpna –  Dupetit-Thouars – pancéřový křižník třídy Gueydon

- září –  Jules Ferry – pancéřový křižník třídy Léon Gambetta

- 1. září –  Benedetto Brin – bitevní loď třídy Regina Margherita

- 19. září –  SMS Hessen – predreadnought třídy Braunschweig

- listopad –  SMS Yorck – pancéřový křižník třídy Roon

- 17. listopadu –  Hr. Ms. Marten Harpertszoon Tromp – pobřežní bitevní loď